# Wohn- und Wirtschaftsgebäude Bahnhofstraße 8

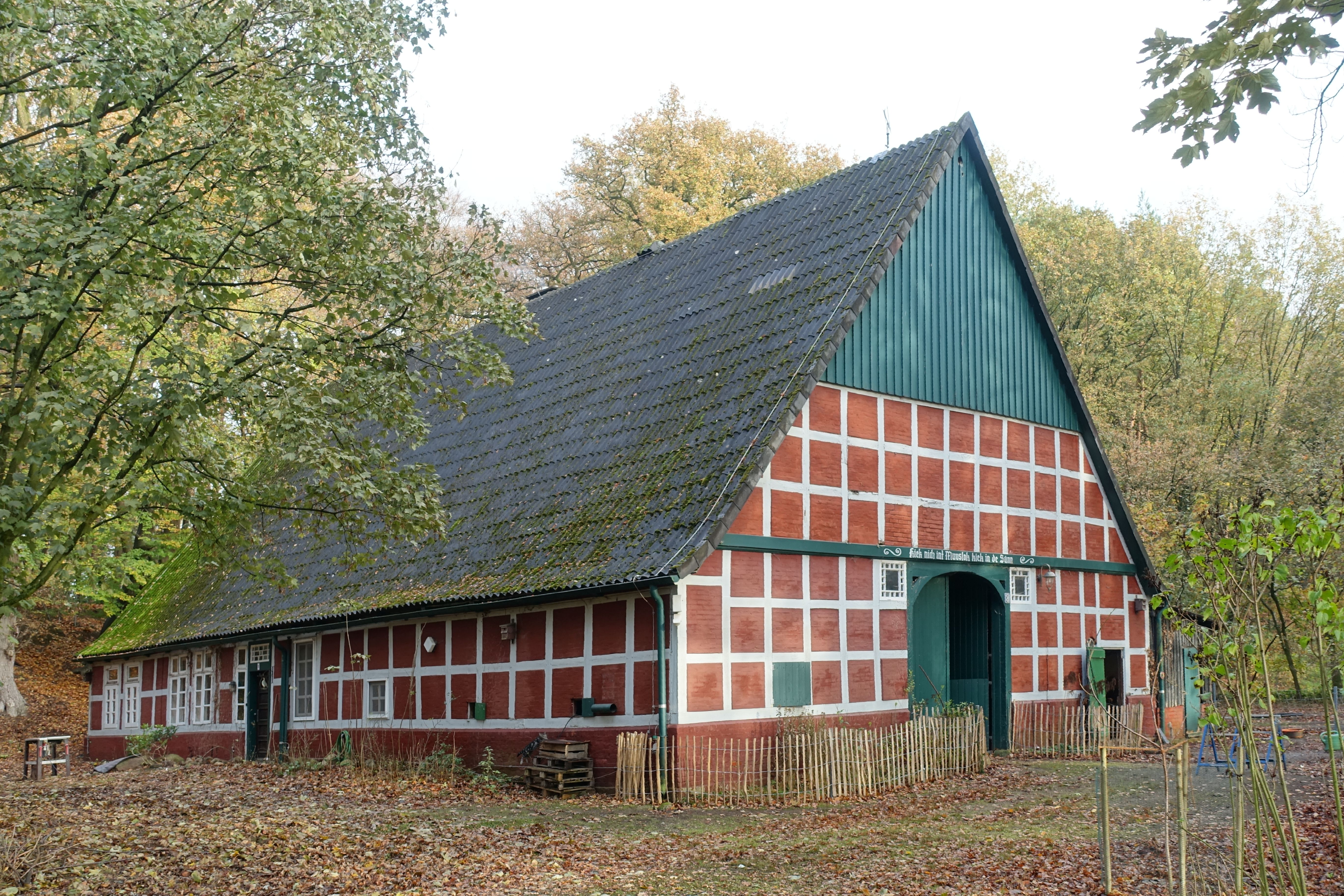
Nordwest- und Südwestfassade (2022)

Das Wohn- und Wirtschaftsgebäude Bahnhofstraße 8 in der niedersächsischen Gemeinde Seedorf (bei Zeven), Ortsteil Godenstedt, wurde in der zweiten Hälfte des 19. Jahrhunderts gebaut. Aktuell (2025) wird es zum Wohnen und gewerblich genutzt.
Das Gebäude steht unter Denkmalschutz (siehe auch Liste der Baudenkmale in Seedorf (bei Zeven)).

## Geschichte und Beschreibung
Um 1500 bestand der damals Gudenße genannte Ort aus fünf Bauernhöfen. Er gehört heute zur Samtgemeinde Selsingen im Landkreis Rotenburg (Wümme).
Das eingeschossige giebelständige Wohn- und Wirtschaftsgebäude als Zweiständer-Hallenhaus auf hohem Backsteinsockel, in gleichmäßigem Gitterfachwerk mit Steinausfachungen, pfannengedecktem Satteldach, regionaltypischer senkrechter Verbretterung in den oberen Giebeldreiecken und der Grooten Door mit Korbbogen wurde 1886 gebaut.
Das Landesdenkmalamt befand u. a.: „… ein regionstypisches Hallenhaus vom Ende des 19. Jahrhunderts in Zweiständerkonstruktion ….“